# Região Geográfica Imediata de Amparo
A Região Geográfica Imediata de Amparo é uma das 53 regiões imediatas do estado brasileiro de São Paulo, uma das onze regiões imediatas que compõem a Região Geográfica Intermediária de Campinas e uma das 509 regiões imediatas no Brasil, criadas pelo IBGE em 2017.
É composta por cinco municípios, tendo uma população estimada pelo IBGE para 1.º de julho de 2017, de 134 010 habitantes e uma área total de 868,247 km².

## Municípios
Fonte: IBGE – Cidades
| Município           | População Estimada (2017) | Área (km²) |
| ------------------- | ------------------------- | ---------- |
| Águas de Lindóia    | 18 509                    | 60,126     |
| Amparo              | 71 193                    | 445,323    |
| Lindóia             | 7 695                     | 48,756     |
| Monte Alegre do Sul | 7 871                     | 110,306    |
| Serra Negra         | 28 742                    | 203,736    |
| Total               | 134 010                   | 868,247    |